# Caloocan
Caloocan (offiziell englisch City of Caloocan, Tagalog Lungsod ng Caloocan) ist eine Großstadt in den Philippinen. Sie ist Teil der Hauptstadtregion Metro Manila und mit 1.583.978 Einwohnern (1. August 2015) nach Quezon, Manila und Davao die viertgrößte Stadt des Landes.
Der Name Caloocan stammt aus dem Tagalog und leitet sich vom Stammwort lo-ok ab; kalook-lookan (oder kaloob-looban) bedeutet etwa „innerstes Gebiet“. Dies trifft geographisch zumindest auf den südlichen Teil Caloocans zu, der von den Städten Manila, Navotas, Malabon, Valenzuela und Quezon umgeben ist.
Caloocan besteht aus zwei räumlich nicht miteinander verbundenen Teilen. Der südliche Teil grenzt unmittelbar nördlich an Manila. Der nördliche Teil dagegen liegt am Rande Metro Manilas und ist durch die Stadt Valenzuela von Caloocan-Süd getrennt. In Caloocan befindet sich ein Campus der University of the East.

## Geschichte
Die Anfänge Caloocans gehen auf die Gründung im Jahr 1762 zurück, damals eine zur Provinz Tondo gehörende Ortschaft. Im Jahr 1815 erfolgte eine Abspaltung von Tondo und Caloocan wurde eine eigenständige Gemeinde, die fortan der Provinz Rizal zugeordnet war. Nach dem Spanien im Spanisch-Amerikanischen Krieg 1898 die Philippinen als Kolonie an die Vereinigten Staaten abzutreten hatte, wurden 1901 unter amerikanischem Regime mehrere Gemeinden zusammengelegt. Im Zuge dieser Konsolidierung wurde die zuvor eigenständige Gemeinde Novaliches ein Teil der Gemeinde Caloocan. Als 1939 mit dem Commonwealth Act 502 Quezon zur Hauptstadt der Philippinen wurde, verlor Caloocan wiederum einige Barrios und Sitios an Quezon. 1949 folgten mit dem Republic Act 392 zur Hauptstadtplanung erneute Gebietsveränderungen und Caloocan verlor weitere Gebiete an die damalige Hauptstadt. Aus diesen Gebietsverlusten resultiert auch die bis heute bestehende räumliche Trennung von Caloocan-Nord und Caloocan-Süd.
Am 16. Februar 1962 wurde die Gemeinde Caloocan schließlich zur Stadt ernannt.
Im offiziellen Siegel der Stadt Caloocan findet sich ein Abbild des Bonifacio Monuments, welches sich in Caloocan-Süd in der Mitte eines Kreisverkehrs am nördlichen Ende der EDSA befindet. Dieses Monument mit einem Friedensengel an der Spitze, erinnert an Andrés Bonifacio, einen der Gründer des Katipunan und führenden Köpfe der Philippinischen Revolution im späten 19. Jahrhundert gegen die spanische Kolonialherrschaft. Bonifacio ist einer der bedeutendsten Nationalhelden der Philippinen und wurde in Tondo geboren.

## Baranggays
Die Stadt besteht aus 188 Baranggays, welche über viele Jahre in zwei Verwaltungsdistrikte aufgeteilt waren. Mit Senatsbeschluss Nr. 7700 vom 9. März 2021 wurde eine Neuaufteilung auf fortan drei Distrikte beschlossen:
- Distrikt 1: Baranggays 1 bis 4, 77 bis 86 und 132 bis 177
- Distrikt 2: Baranggays 5 bis 76 und 87 bis 131
- Distrikt 3: Baranggays 178 bis 188